# MS Silja Europa
 Der er for få eller ingen kildehenvisninger i denne artikel, hvilket er et problem. Du kan hjælpe ved at angive troværdige kilder til de påstande, som fremføres i artiklen.

MS Silja Europa er en af verdens største cruisefærger. Skibet er bygget i 1993 på Meyer Werft i Papenburg i Tyskland til færgerederiet AB Slite, en del af Viking Line. Hovedarkitekten var Per Dockson fra Sverige.
Færgen var allerede malet i Viking Line's farver og næsten klar til at blive afleveret, da den svenske krone blev devalueret med 10 %, hvilket førte til, at AB Slite kom i økonomiske problemer. Da Slite ikke kunne betale for deres skib, valgte Meyer Werft at chartre det til Viking Line's rivaler fra Silja Line. Det blev indsat på Helsinki-Stockholm ruten som erstatning for MS Silja Serenade, der var sat ind på Turku-Mariehamn-Stockholm ruten, men Europa og Serenade måtte bytte ruter igen i 1995, fordi Serenade havde problemer med at navigere i skærgården ved Turku.
Verdens første flydende McDonald's restaurant var at finde om bord Silja Europa fra sin jomfrurejse indtil 1996, hvor den blev lukket og erstattet af Silja Line's egen hamburgerrestaurant.

## Historie
- Den 23. januar 1993. MS Silja Europa søsættes.
- Den 5. marts 1993. MS Silja Europa døbes i Hamburg i Tyskland.
- Den 6. marts, 1993. Registreret til Fährschiff Europa KB, Mariehamn, Finland. Chartret til Silja Line i en periode på 10 år.
- Den 14. marts 1993. MS Silja Europa erstatter Silja Serenade på Helsinki-Stockholm-ruten. Sejler også sin jomfrurejse.
- Den 28. september 1994. MS Silja Europa er det første skib, der modtager et Mayday fra det synkende M/S Estonia. Den efterfølgende redningsaktion, hvor mange forskellige skibe deltager, er i starten ledet af Silja Europa's kaptajn Esa Makela.
- Den 12. januar 1995. Silja Europa erstatter Silja Serenade på Turku-Mariehamn-Stockholm-ruten.
- Den 13. januar 1995. Silja Europa grundstøder tæt på Furusund på grund en forkert elektronikstyring. Silja Europa fortsætter for egen kraft til Stockholm, hvor skibet tages ud af drift og på værft i Naantali til reparation.
- Den 18. januar 1995. Silja Europa sættes i drift igen.
- Den 10. oktober 1996. Tidligt om morgenen rapporteres det til receptionen, at man havde set nogen hoppe overbord fra Silja Europa. Kaptajnen fik også dette at vide og sendte beskeden videre til den svenske kystvagt. Han standsede dog ikke skibet, men forsatte til Stockholm. Senere fandt kystvagten en kvindelig passager i havet. Hendes kropstemperatur var meget lav, og hun døde et par dage senere på hospitalet af hypotermi. Skibets kaptajn blev senere tiltalt og fundet skyldig i ikke at have stoppet skibet, som han ellers skulle have gjort, men han blev ikke yderligere straffet.
- Den 20. august 1997. Silja Europa kolliderer med en tysk sejlbåd i tågen syd for Lemland. Et tyske par og deres hund bliver reddet af en af Europa's redningsbåde. Sejlbåden begyndte at tage vand ind men blev senere taget til Degerby på Föglö af kystvagten.
- Den 24. december, 1997 til den 26. december, 1997. Silja Europa sejler i denne tid på en række særlige julekrydstoger fra Turku til Riga.
- Den 1. august 1998. Silja Europa er tæt på at støde sammen med det græske krydstogtskib Jason, i Stockholms mellem øerne Värmdö og Rindö.
- Den 21. november, 1998. Omkring klokken 2 om natten ankommer Silja Europa til havnen i Mariehamn hvor man hører et krak i broen på grund af den stærke vind. Skibet have fået mindre skader og måtte opholde sig i Mariehamn i et stykke for at blive inspiceret.
- Den 24. december, 1998 til den 26. december, 1998. Silja Europa sejler i denne tid på en række særlige julekrydstoger fra Turku til Riga.
- Den 1. juli 1999. Skibet bliver placeret på Turku-Mariehamn/Långnäs-Stockholm ruten. Skibet stopper både til og fra Stockholm på Åland for at få skattefri salg.
- Den 7. december, 1999. Silja Europa ankommer til Turku fire timer forsinket på grund af hård sø. Det efterfølgende krydstogt blev aflyst helt som et resultat af forsinkelsen og den hårde sø.
- Den 18. december, 1999. Både Silja Europa og Silja Festival måtte stoppe i Långnäs på grund af den hårde sø. Dette skabte nogle skattemæssige problemer, da et stop var nødvendigt for skattefri salg.
- Den 24. december, 1999 til den 26. december, 1999. Silja Europa sejler i denne tid på en række særlige julekrydstoger fra Turku til Riga.
- December 31, 1999 til 1. januar 2000. Silja Europa sejler en særlig årtusinde krydstogts tur fra Turku til Kapellskär.
- I Januar, 2000. En katalysator bliver installeret på Sijla Europa på Aker Finnyards i Rauma i Finland. Skårsten bliver også malet blå og sikkerhedssystem bliver fornyet.
- Den 8. maj 2000. Det finske sømandsforbund anmoder Silja Europa, Silja Serenade og GTS Finnjet ikke at forlade deres havne i protest imod at Silja Line har rekrutteret en besætning uden ordentlige kontrakter på rederiets nye Superseacat Four speedliner katamaran. MS Europa forlod dog Turku tre timer forsinket. De andre skibe forlod deres havne den næste morgen. Silja Europa medtog dog ikke passagerer i Stockholm den næste dag.
- Den 16. juni 2000. Bliver det reporteret om bord på Silja Europa at en person er faldet overbord. Silja Europa og flere andre skibe samt både den finske og svenske kystvagt deltager i den efterfølgende eftersøgning efter den mulige forsvundne person. Der blev imidlertid ikke fundet nogen personer i vandet af nogle af skibene. Efter en gennemgang af passagerlisterne viste det sig også at alle passagerer stadigvæk var om bord på Silja Europa.
- Den 19. juli 2000. Silja Europa har problemer med en af sine propeller og bliver tage ud af drift i fem dage. Problemet blev forsøgt rette i havnen i Turku, men det viser sig at være et problem på ydersiden af skibet. De passagerer som var kommet til Turku og som ville tilbage til Stockholm blev nødt til at vente hele dagen i Turku havn. Passagerne blev igen ledt om bord klokken 2 om natten. Silja Europa blev taget til værftet i Helsinki fordi værftet i Naantali var besat på det givende tidspunkt.
- Den 23. december, 2000 til den 25. december 2000. Silja Europa sejler i denne tid på en række særlige julekrydstoger fra Turku til Riga.
- Den 3. januar 2001. Silja Line meddeler, at Silja Europa vil begynde at sejle til Kapellskär i stedet for Stockholm om vinteren imens den stadigvæk vil sejle til Stockholm i sommer perioden. Årsagen blev i første omgang begrundet som ændrede krav fra passagerer imens den virkelige årsag antages at være de forhøjede brændstofpriser.
- Den 7. januar 2001 til den 19. januar, 2001. Stopper Silja Europa i Långnäs i stedet for Mariehamn.
- Den 1. marts 2001 til den 14. maj 2001. Silja Europa flyttes til Turku-Mariehamn/Långnäs-Kapellskär ruten.
- Den 18. marts 2001. Silja Europa har problemer med sin autopiloten ved ankomsten til Turku, pg udover det giver skibet system falske alarmer hele tiden og til sidst sejler Silja Europa i cirkler. Skibet bliver senere eskorteret til Turku med tre slæbebåde. Silja Europa måtte annullere et cruise efterfølgende imens systemet bliver opretholdet.
- Den 15. maj 2001 til den. 31. august, 2001. Silja Europa bliver sat tilbage på Turku-Mariehamn/Långnäs-Stockholm ruten.
- Den 4. juli 2001. Silja Europa måtte vente udenfor Mariehamn et par timer da Viking Line's skibe, Amorella og Isabella, kunne ikke komme ud af den. Der var et strømsvigt i Mariehamn og deres boarding ramper kunne ikke fjernes uden elektricitet.
- Den 19. juli 2001. Silja Europa have nogle mindre problemer med styring og måtte passer Mariehamn da man skulle sejler til Turku.
- Den 1. september, 2001. Silja Europa bliver flyttet til Turku-Mariehamn/Långnäs-Kapellskär ruten.
- Den 2. september, 2001. Silja Europa bliver noget forsinket, da man er stoppet op for at lede efter nogle savnede personer fra et andet skib.
- Den 2. oktober 2001. En brand til påsat på Silja Europa men den bliver hurtigt slukket igen af personalet. Derefter sejler Sijla Europa til Stockholm i stedet for Kapellskär, hvor det svenske politi anholdelser brandskifteren.
- Den 1.november 2001. Silja Europa kan ikke komme ind i haven i Turku på grund af en hård sø og derfor kræver det en bugserbåd for at hjælpe Silja Europa det sidste stykke i havn.
- Den 23. december 2001 til den 25. december, 2001. Silja Europa sejler i denne tid på en række særlige julekrydstoger fra Turku til Stockholm.
- Den 5. maj 2002 til den 31. august, 2002. Silja Europa bliver sat tilbage på Turku-Mariehamn/Långnäs-Stockholm ruten.
- Den 31. august, 2002. Fornyelser på Silja Europa bliver lavet på Vuosaari i Helsinki.
- Den 8. september, 2002. Silja Europa bliver sat tilbage i drift og bliver puttet på Turku-Mariehamn/Långnäs-Kapellskär ruten.
- Den 28. september, 2002. En kvindelig passager falder overbord på Silja Europa og svømmer til en nærliggende lille ø, hvorfra hun er reddet senere.
- Den 24. december, 2002 til den 26. december, 2002. Silja Europa sejler i denne tid på en række særlige julekrydstoger fra Turku-Långnäs-Stockholm.
- Den 5. maj 2003. Silja Europa bliver flyttet til Turku-Mariehamn/Långnäs-Stockholm ruten.
- Den 9. september, 2003. Silja Europa bliver flyttet til Turku-Mariehamn/Långnäs-Kapellskär ruten.
- Den 22. december, 2003 til den 26. december, 2003. Silja Europa bliver midlertidigt flyttet til Turku-Mariehamn/Långnäs-Stockholm ruten.
- Den 22. januar 2004 til 29. januar, 2004. Bliver Silja Europa brugt som et hotel skib i Stockholm
- Den 3. maj 2004 til den 29. august, 2004. Bliver Silja Europa flyttet til Turku-Mariehamn/Långnäs-Stockholm ruten.
- Den 24. december, 2008 til den 26. december, 2008: Silja Europa sejler i denne tid på en række særlige julekrydstoger fra Turku til Riga.
- Den 23. november, 2009. På en planlagt tur fra Stockholm til Åbo sker der skader på Silja Europas styreapparat i nærheden af havnen i Mariehamn. Færgen fortsatte med at sejle i små cirkler indtil begyndelsen af næste morgen hvor to slæbebåde eskorterer færgen til Turku.
- Den 30. november, 2009. Silja Europa ankommer til Gdansk i Polen, for at modtage reparationer på Gdansk Shiprepair Yard "Remontowa" SA.

## Eksterne links
- Silja line official website